# Solidarity (Partei)
Die Solidarity – the left alternative (deutsch „Solidarität – die linke Alternative“, irisch Dlúthpháirtíocht) ist eine ehemalig und derzeit nicht-registrierte irische sozialistisch-antikapitalistische Partei. Die Partei wurde im Jahr 2014 gegründet, annullierte jedoch bereits im August 2015 ihre offizielle Registrierung erneut, um gemeinsam mit der People Before Profit (PBP) die neue Partei Anti-Austerity Alliance-People Before Profit, bis 2020 Solidarity–People Before Profit, jetzt People Before Profit/Solidarity zu gründen.

## Geschichte

### Anti-Austerity Alliance
Nach ihrer Gründung im Jahr 2014 im Kontext der Bewegung gegen Austeritätsmaßnahmen wie die Einführung von Wassergebühren trat die AAA im gleichen Jahr bei Kommunalwahlen und Nachwahlen zum Dáil Éireann an. Sie gewann dabei zwei Parlamentsmandate und 14 Sitze in Kommunalvertretungen. Wegen der Kandidatur einer Vielzahl ehemaliger Mandatsträger der Socialist Party wird sie bisweilen als deren Vorfeldorganisation angesehen. Nachdem sich die AAA mit der PBP zur Anti-Austerity Alliance-People Before Profit vereinigte, stellten beide Parteien ein gemeinsames Wahlprogramm vor, daneben präsentierten sie aber weiterhin individuelle Wahlaufrufe und setzten somit individuell verschiedene Akzente. Bei den Wahlen zum Dáil Éireann 2016 gewann die AAA drei Sitze in Wahlkreisen in Dublin und Cork.

### Solidarity
Im März 2017 änderte die AAA ihren Namen in Solidarity, um die verschiedenen Arbeitsfelder der Partei, etwa Kampagnen gegen das Abtreibungsverbot und für LGBT-Rechte widerzuspiegeln.
Die gemeinsame Fraktion mit der PBP im Dáil wurde dementsprechend in Solidarity–People Before Profit umbenannt.
Bei den Wahlen zum Dáil Éireann 2020 wurden von Solidarity neun Kandidaten aufgestellt und nur Mick Barry wurde in seinem Wahlkreis wiedergewählt.
Bei den Wahlen zum Dáil Éireann 2024 wurden von Solidarity neun Kandidaten aufgestellt und nur Ruth Coppinger wurde im Wahlkreis Dublin West gewählt, Mick Barry wurde in seinem Wahlkreis nicht wiedergewählt.

## Wahlergebnisse
| Jahr | Wahl              | Stimmenanteil                    | Sitze                            |
| ---- | ----------------- | -------------------------------- | -------------------------------- |
| 2016 | Dáil Éireann 2016 | 1,9 %                            | 3/158                            |
| 2019 | Europawahl 2019   | 0,3 %                            | 0/11                             |
| 2020 | Dáil Éireann 2020 | 0,6 %                            | 1/160                            |
| 2024 | Europawahl 2024   | Hat keine Kandidaten aufgestellt | Hat keine Kandidaten aufgestellt |
| 2024 | Dáil Éireann 2024 | 0,6 %                            | 1/174                            |